# ニコラス・パレハ
ニコラス・パレハ（Nicolas Martín Pareja, 1984年1月19日 - ）は、アルゼンチン・ブエノスアイレス出身の元サッカー選手。元アルゼンチン代表。現役時代のポジションはディフェンダー。

## 略歴

### クラブ
2006年、ヴァンサン・コンパニの後釜としてRSCアンデルレヒトに移籍。2006-07シーズンはリーグ2連覇に貢献し、2007-08シーズンはUEFAチャンピオンズリーグでプレーした。2008年8月30日、移籍金450万ユーロでスペインのRCDエスパニョールに移籍した。マルク・トレホンを抑えてレギュラーを獲得し、30試合に出場した。センターバックながら、キャリアハイの3得点を記録した。2010年8月、ロシアのFCスパルタク・モスクワに移籍。
2013年7月4日、セビージャFCへのレンタル移籍が発表された。翌年に完全移籍となった。
2018年8月25日、メキシコのCFアトラスへ移籍した。
2019年、インドのケーララ・ブラスターズFCへ移籍した。

### 代表
2008年の北京オリンピックにはマルティン・デミチェリスやニコラス・ブルディッソがクラブ側の招集拒否のため参加できず、お鉢が回ってくる形でオーバーエイジとして参加。前述の2人に比べると無名に近かったが、守備の要として存在感を示し注目を集める。2010年10月4日、日本代表との親善試合で、来日する予定だったメンバーに負傷者が相次いだ為、急遽招集されたが、8日に行われた試合に出場する機会はなかった。11月17日のブラジル代表との親善試合で先発出場し、1ヶ月越しの代表デビューを果たした。

## エピソード
- 中村俊輔が加入するまでは、エスパニョールでのフリーキックはパレハが担当していた。中村の在籍時は状況に合わせて中村とフリーキックを兼任していた。中村が技巧的なフリーキックを得意としているのに対し、パレハはコースは甘いが、非常にパワーのある力強いフリーキックを得意としている。

## 所属クラブ
- AAアルヘンティノス・ジュニアーズ 2004-2006
- RSCアンデルレヒト 2006-2008
- RCDエスパニョール 2008-2010
- FCスパルタク・モスクワ 2010-2014

→ セビージャFC 2013-2014 (loan)
- セビージャFC 2014-2018
- CFアトラス 2018-2019

## タイトル

### クラブ
アンデルレヒト
- ジュピラー・プロ・リーグ : 2006-07
- ベルギー・スーパーカップ : 2007

セビージャ
- UEFAヨーロッパリーグ : 2013-14, 2014-15, 2015-16

### 代表
U-23アルゼンチン代表
- オリンピックサッカー金メダル : 2008